# Big Time Rush - The Greatest Hits
Big Time Rush - The Greatest Hits è un album di raccolte della boy band statunitense Big Time Rush.
È una raccolta di 19 successi della band ottenuti nel corso della loro carriera.

## Tracce
1. Big Time Rush (Theme)
2. Big Night
3. Worldwide
4. Halfway There
5. Til I Forget About You
6. Music Sounds Better (feat. Mann)
7. City Is Ours
8. Famous
9. Nothing Even Matters
10. Any Kind Of Guy
11. Boyfriend (feat. Snoop Dogg)
12. If I Ruled The World (feat. Iyaz)
13. Time Of Our Life
14. Elevate
15. Windows Down
16. Confetti Falling
17. Like Nobody's Around
18. 24/Seven
19. We Are